# ESL Intel Extreme Masters/Ergebnisliste
Diese Seite listet die Ergebnisse aller ESL Intel Extreme Masters auf. Dabei handelt es sich um eine internationale E-Sport-Turnierserie, bei der seit 2007 über 25 Millionen Dollar Preisgeld ausgespielt wurden. Bisher wurden Wettbewerbe in elf verschiedenen Disziplinen ausgetragen.

## Übersicht
Anmerkungen:
- Farblich hervorgehoben sind die Saisonfinals („World Championships“; kurz WC) in orange, sowie die zwischen Season 3 und Season 5 ausgetragenen kontinentalen Meisterschaften („Asian/European/American Championship“) in hellgrün.
- Bei Spielen, die im Einzel ausgetragen werden, sind die Spieler mit ihren Nicknamen und ohne Clantag aufgeführt.
- Die Flaggen beziehen sich bei Einzelspielern auf das Herkunftsland der Spieler; bei Teams auf das Herkunftsland des Großteils der Spieler (und nicht etwa auf den Hauptsitz der Organisation).

## Ergebnisse nach Disziplin

### Counter-Strike
Ego-Shooter, 5er-Teams
Counter-Strike 1.6
| Season | Austragungsort            | Datum (Finale) | Preisgeld | Platz 1        | Platz 2        | Platz 3            | Platz 4            |
| ------ | ------------------------- | -------------- | --------- | -------------- | -------------- | ------------------ | ------------------ |
| 1      | Hannover (WC)             | 21. Mär. 2007  | 92.000 €  | PGS Gaming     | H2k            | Fnatic             | SK Gaming          |
| 2      | Los Angeles               | 21. Okt. 2007  | 45.000 $  | Fnatic         | SK Gaming      | roccat             | Made in Brazil     |
| 2      | Hannover (WC)             | 09. Mär. 2008  | 122.500 $ | mousesports    | WeMade FOX     | Team Alternate     | SK Gaming          |
| 3      | Los Angeles               | 05. Okt. 2008  | 50.000 $  | SK Gaming      | Made in Brazil | Evil Geniuses      | MeetYourMakers     |
| 3      | Montreal                  | 19. Okt. 2008  | 50.000 $  | Fnatic         | SK Gaming      | Made in Brazil     | Gravitas           |
| 3      | Dubai                     | 24. Okt. 2008  | 50.000 $  | mousesports    | MeetYourMakers | Team GamePlay      | mTw                |
| 3      | Philadelphia (Am. Champ.) | 23. Nov. 2008  | 50.000 $  | Made in Brazil | x3o            | Gravitas           | MoB                |
| 3      | Chengdu (As. Champ.)      | 18. Feb. 2009  | 50.000 $  | wNv Teamwork   | WeMade FOX     | Titan eSports      | TyLoo              |
| 3      | Hannover (Eu. Champ.)     | 05. Mär. 2009  | 50.000 $  | mTw            | Team Alternate | MeetYourMakers     | Fnatic             |
| 3      | Hannover (WC)             | 08. Mär. 2009  | 125.000 $ | Fnatic         | MeetYourMakers | mTw                | SK Gaming          |
| 4      | Köln                      | 23. Aug. 2009  | 10.000 $  | mousesports    | mTw            | Fnatic / SK Gaming | Fnatic / SK Gaming |
| 4      | Chengdu                   | 03. Okt. 2009  | 40.000 $  | SK Gaming      | Fnatic         | WeMade FOX         | TyLoo              |
| 4      | Dubai                     | 24. Okt. 2009  | 25.000 $  | Fnatic         | MeetYourMakers | SK Gaming          | Vitriolic          |
| 4      | Edmonton (Am. Champ.)     | 13. Dez. 2009  | 30.000 $  | Evil Geniuses  | compLexity     | Blight Gaming      | Sway Gaming        |
| 4      | Köln (Eu. Champ.)         | 24. Jan. 2010  | 50.000 $  | mousesports    | Fnatic         | Roskilde Ravens    | SK Gaming          |
| 4      | Taipeh (As. Champ.)       | 09. Feb. 2010  | 25.000 $  | WeMade FOX     | UMX Gaming     | TitaNs eSports     | Immunity           |
| 4      | Hannover (WC)             | 06. Mär. 2010  | 100.000 $ | Natus Vincere  | Fnatic         | SK Gaming          | Evil Geniuses      |
| 5      | Shanghai                  | 01. Aug. 2010  | 40.000 $  | Fnatic         | TyLoo.raw      | Natus Vincere      | TyLoo              |
| 5      | New York (Am. Champ.)     | 10. Okt. 2010  | 26.000 $  | compLexity     | Evil Geniuses  | Loaded             | Desire2Excel       |
| 5      | Kiew (Eu. Champ.)         | 23. Jan. 2011  | 50.000 $  | Fnatic         | mTw            | Frag eXecutors     | Natus Vincere      |
| 5      | Hannover (WC)             | 05. Mär. 2011  | 80.000 $  | Natus Vincere  | Frag eXecutors | mTw                | SK Gaming          |
| 6      | Guangzhou                 | 05. Okt. 2011  | 40.000 $  | Fnatic         | mousesports    | WinFakt            | eFuture            |
| 6      | New York                  | 16. Okt. 2011  | 40.000 $  | SK Gaming      | WinFakt        | mTw                | UMX                |
| 6      | Kiew                      | 22. Jan. 2012  | 40.000 $  | Natus Vincere  | SK Gaming      | Moscow Five        | Fnatic             |
| 6      | Hannover (WC)             | 10. Mär. 2012  | 100.000 $ | ESC Gaming     | Natus Vincere  | Lions              | SK Gaming          |

Counter-Strike Global Offensive
| Season | Austragungsort            | Datum (Finale) | Preisgeld   | Platz 1            | Platz 2           | Platz 3                            | Platz 4                            |
| ------ | ------------------------- | -------------- | ----------- | ------------------ | ----------------- | ---------------------------------- | ---------------------------------- |
| 10     | Köln                      | 09. Aug. 2015  | 80.000 $    | Team EnVyUs        | Team SoloMid      | Renegades                          | mousesports                        |
| 10     | San José                  | 22. Nov. 2015  | 125.000 $   | Natus Vincere      | Team SoloMid      | G2 Esports                         | Team Liquid                        |
| 10     | Taipeh                    | 01. Feb. 2016  | 50.000 $    | The MongolZ        | Renegades         | Chiefs eSports Club / CyberZen     | Chiefs eSports Club / CyberZen     |
| 10     | Katowice (WC)             | 05. März 2016  | 250.000 $   | fnatic             | Luminosity Gaming | Astralis / Natus Vincere           | Astralis / Natus Vincere           |
| 11     | Oakland                   | 20. Nov. 2016  | 300.000 $   | Ninjas in Pyjamas  | SK Gaming         | FaZe Clan / Astralis               | FaZe Clan / Astralis               |
| 11     | Katowice (WC)             | 05. März 2017  | 250.000 $   | Astralis           | FaZe Clan         | Immortals / Heroic                 | Immortals / Heroic                 |
| 12     | Sydney                    | 07. Mai 2017   | 200.000 $   | SK Gaming          | FaZe Clan         | Astralis / OpTic Gaming            | Astralis / OpTic Gaming            |
| 12     | Oakland                   | 19. Nov. 2017  | 300.000 $   | Ninjas in Pyjamas  | FaZe Clan         | SK Gaming / Cloud 9                | SK Gaming / Cloud 9                |
| 12     | Katowice (WC)             | 04. März 2018  | 500.000 $   | fnatic             | FaZe Clan         | Astralis / Team Liquid             | Astralis / Team Liquid             |
| 13     | Sydney                    | 06. Mai 2018   | 250.000 $   | FaZe Clan          | Astralis          | mousesports / TyLoo                | mousesports / TyLoo                |
| 13     | Shanghai                  | 06. Aug. 2018  | 250.000 $   | NRG Esports        | Tyloo             | Gambit Esports / Virtus.pro        | Gambit Esports / Virtus.pro        |
| 13     | Chicago                   | 11. Nov. 2018  | 250.000 $   | Astralis           | Team Liquid       | FaZe Clan / fnatic                 | FaZe Clan / fnatic                 |
| 13     | Katowice (WC)             | 03. März 2019  | 1.000.000 $ | Astralis           | ENCE eSports      | Made in Brazil / Natus Vincere     | Made in Brazil / Natus Vincere     |
| 14     | Sydney                    | 05. Mai 2019   | 250.000 $   | Team Liquid        | fnatic            | Made in Brazil / NRG Esports       | Made in Brazil / NRG Esports       |
| 14     | Chicago                   | 21. Jul. 2019  | 250.000 $   | Team Liquid        | ENCE eSports      | Made in Brazil / Team Vitality     | Made in Brazil / Team Vitality     |
| 14     | Shanghai                  | 10. Nov. 2019  | 250.000 $   | Astralis           | 100 Thieves       | FaZe Clan / Team Vitality          | FaZe Clan / Team Vitality          |
| 14     | Katowice (WC)             | 03. März 2020  | 500.000 $   | Natus Vincere      | G2 Esports        | Astralis / fnatic                  | Astralis / fnatic                  |
| 15     | Chicago (online EU)       | 10. Okt. 2020  | 140.000 $   | FaZe Clan          | OG                | fnatic / Team Vitality             | fnatic / Team Vitality             |
| 15     | Chicago (online NA)       | 18. Okt. 2020  | 60.000 $    | FURIA Esports      | 100 Thieves       | Evil Geniuses / Team One           | Evil Geniuses / Team One           |
| 15     | Chicago (online CIS)      | 25. Okt. 2020  | 50.000 $    | Virtus.pro         | Nemiga Gaming     | Team Spirit / Natus Vincere        | Team Spirit / Natus Vincere        |
| 15     | Peking (online EU)        | 22. Nov. 2020  | 140.000 $   | Team Vitality      | Natus Vincere     | compLexity / G2 Esports            | compLexity / G2 Esports            |
| 15     | Peking (online NA)        | 22. Nov. 2020  | 70.000 $    | Chaos Esports Club | Triumph           | Team Liquid / Evil Geniuses        | Team Liquid / Evil Geniuses        |
| 15     | Peking (online OCE)       | 22. Nov. 2020  | 15.000 $    | Renegades          | ORDER             | Avant Gaming / VERTEX Esports Club | Avant Gaming / VERTEX Esports Club |
| 15     | Peking (online Asien)     | 22. Nov. 2020  | 15.000 $    | ViCi Gaming        | TYLOO             | Invictus Gaming / D13              | Invictus Gaming / D13              |
| 15     | Global Challenge (online) | 20. Dez. 2020  | 500.000 $   | Astralis           | Team Liquid       | BIG / Natus Vincere                | BIG / Natus Vincere                |
| 15     | Katowice (online) (WC)    | 28. Feb. 2021  | 1.000.000 $ | Gambit Esports     | Virtus.pro        | Team Liquid / Team Spirit          | Team Liquid / Team Spirit          |
| 16     | Summer (online)           | 13. Jun. 2021  | 250.000 $   | Gambit Esports     | OG                | Team Vitality / G2 Esports         | Team Vitality / G2 Esports         |
| 16     | Köln                      | 18. Jul. 2021  | 1.000.000 $ | Natus Vincere      | G2 Esports        | Astralis / FaZe Clan               | Astralis / FaZe Clan               |
| 16     | Fall (online CIS)         | 03. Okt. 2021  | 50.000 $    | Gambit Esports     | Natus Vincere     | Entropiq / Virtus.pro              | Entropiq / Virtus.pro              |
| 16     | Fall (online Ozeanien)    | 03. Okt. 2021  | 10.000 $    | Renegades          | LookingForOrg     | ORDER                              | VERTEX Esports Club                |
| 16     | Fall (online Südamerika)  | 03. Okt. 2021  | 10.000 $    | Bravos Gaming      | Sharks Esports    | MIBR                               | Imperial Esports                   |
| 16     | Fall ( Stockholm)         | 10. Okt. 2021  | 105.000 $   | Ninjas in Pyjamas  | ENCE Esports      | Team Vitality / Astralis           | Team Vitality / Astralis           |
| 16     | Fall (online Nordamerika) | 10. Okt. 2021  | 70.000 $    | FURIA Esports      | GODSENT           | Team Liquid / paiN Gaming          | Team Liquid / paiN Gaming          |
| 16     | Fall (online Asien)       | 10. Okt. 2021  | 10.000 $    | TYLOO              | Vici Gaming       | Team NKT                           | Checkmate                          |
| 16     | Winter ( Stockholm)       | 12. Dez. 2021  | 250.000 $   | Team Vitality      | Ninjas in Pyjamas | G2 Esports / Virtus.pro            | G2 Esports / Virtus.pro            |
| 16     | Katowice (WC)             | 27. Feb. 2022  | 1.000.000 $ | FaZe Clan          | G2 Esports        | Heroic / Natus Vincere             | Heroic / Natus Vincere             |
| 17     | Dallas                    | 5. Jun. 2022   | 250.000 $   | Cloud 9            | ENCE Esports      | BIG / FURIA Esports                | BIG / FURIA Esports                |
| 17     | Köln                      | 17. Jul. 2022  | 1.000.000 $ | FaZe Clan          | Natus Vincere     | Astralis / Movistar Riders         | Astralis / Movistar Riders         |
| 17     | Rio de Janeiro (Major)    | 13. Nov. 2022  | 1.250.000 $ | Outsiders          | Heroic            | FURIA Esports / mousesports        | FURIA Esports / mousesports        |
| 17     | Katowice (WC)             | 12. Feb. 2023  | 1.000.000 $ | G2 Esports         | Heroic            | Team Liquid / Natus Vincere        | Team Liquid / Natus Vincere        |
| 18     | Rio de Janeiro            | 23. Apr. 2023  | 250.000 $   | Team Vitality      | Heroic            | Natus Vincere / Cloud 9            | Natus Vincere / Cloud 9            |
| 18     | Dallas                    | 04. Jun. 2023  | 250.000 $   | ENCE Esports       | mousesports       | Heroic / FaZe Clan                 | Heroic / FaZe Clan                 |
| 18     | Köln                      | 06. Aug. 2023  | 1.000.000 $ | G2 Esports         | ENCE Esports      | Astralis / Team Vitality           | Astralis / Team Vitality           |

Counter-Strike 2
| Season | Austragungsort | Datum (Finale) | Preisgeld   | Platz 1       | Platz 2           | Platz 3               | Platz 4               |
| ------ | -------------- | -------------- | ----------- | ------------- | ----------------- | --------------------- | --------------------- |
| 18     | Sydney         | 22. Okt. 2023  | 250.000 $   | FaZe Clan     | compLexity Gaming | MOUZ / G2 Esports     | MOUZ / G2 Esports     |
| 18     | Katowice (WC)  | 11. Feb. 2024  | 1.000.000 $ | Team Spirit   | FaZe Clan         | MOUZ / Team Falcons   | MOUZ / Team Falcons   |
| 19     | Chengdu        | 14. Apr. 2024  | 250.000 $   | FaZe Clan     | MOUZ              | Astralis / G2 Esports | Astralis / G2 Esports |
| 19     | Dallas         | 02. Jun. 2024  | 250.000 $   | G2 Esports    | Team Vitality     | 9z Team / Team Spirit | 9z Team / Team Spirit |
| 19     | Köln           | 18. Aug. 2024  | 1.000.000 $ | Team Vitality | Natus Vincere     | MOUZ / SAW            | MOUZ / SAW            |

### DotA
MOBA/ARTS, 5er-Teams
| Season | Austragungsort | Datum (Finale) | Preisgeld | Platz 1       | Platz 2    | Platz 3 | Platz 4     |
| ------ | -------------- | -------------- | --------- | ------------- | ---------- | ------- | ----------- |
| 4      | Chengdu        | 3. Okt. 2009   | 15.000 $  | For The Dream | comme Dieu | cYc     | City Hunter |
| 5      | Shanghai       | 1. Aug. 2010   | 12.000 $  | EHOME         | ToTeam     | LGT     | Deity       |

### Hearthstone: Heroes of Warcraft
Trading Card Game, Einzel
| Season | Austragungsort          | Datum (Finale) | Preisgeld | Platz 1 | Platz 2 | Platz 3      | Platz 4      |
| ------ | ----------------------- | -------------- | --------- | ------- | ------- | ------------ | ------------ |
| 8      | Katowice (Invitational) | 16. Mär. 2014  | 04.000 $  | Gnimsh  | Artosis | SineX        | Lothar       |
| 9      | Shenzhen (Invitational) | 21. Jul. 2014  | 10.000 $  | Amaz    | Azeri   | Rdu / Jeanno | Rdu / Jeanno |

### Heroes of the Storm
MOBA/ARTS, 5er-Teams
| Season | Austragungsort | Datum (Finale) | Preisgeld | Platz 1   | Platz 2    | Platz 3              | Platz 4              |
| ------ | -------------- | -------------- | --------- | --------- | ---------- | -------------------- | -------------------- |
| 10     | Shenzhen       | 20. Jul. 2015  | 010.000 $ | MVP Black | Virtus.pro | Brave Heart / Newbee | Brave Heart / Newbee |

### League of Legends
MOBA/ARTS, 5er-Teams
| Season | Austragungsort          | Datum (Finale) | Preisgeld           | Platz 1                           | Platz 2                    | Platz 3                                                                  | Platz 4                                                                  |
| ------ | ----------------------- | -------------- | ------------------- | --------------------------------- | -------------------------- | ------------------------------------------------------------------------ | ------------------------------------------------------------------------ |
| 5      | Hannover (Invitational) | 5. Mär. 2011   | 013.500 $           | myRevenge                         | against All authority      | SK Gaming                                                                | Team Dignitas                                                            |
| 6      | Köln                    | 21. Aug. 2011  | 032.000 $           | CLG                               | Team SoloMid               | Fnatic                                                                   | Millenium                                                                |
| 6      | Guangzhou               | 5. Okt. 2011   | 032.000 $           | Fnatic                            | CLG                        | SK Gaming                                                                | eHome                                                                    |
| 6      | New York                | 16. Okt. 2011  | 040.000 $           | World Elite                       | SK Gaming                  | Sypher                                                                   | CLG                                                                      |
| 6      | Kiew (GC)               | 22. Jan. 2012  | 040.000 $           | Moscow Five                       | Team SoloMid               | Team Dignitas                                                            | SK Gaming                                                                |
| 6      | Hannover (WC)           | 10. Mär. 2012  | 100.000 $           | Moscow Five                       | Team Dignitas              | CLG                                                                      | against All authority                                                    |
| 7      | Köln (EU S2WC Quali.)   | 19. Aug. 2012  | 150.000 $           | Moscow Five                       | SK Gaming                  | CLG EU                                                                   | Fnatic                                                                   |
| 7      | Singapur                | 24. Nov. 2012  | 044.000 $           | MeetYourMakers                    | Absolute Legends           | Kuala Lumpur Hunters / itadakimasu                                       | Kuala Lumpur Hunters / itadakimasu                                       |
| 7      | Köln                    | 16. Dez. 2012  | 044.000 $           | SK Telecom T1                     | Fnatic                     | CJ Entus / MeetYourMakers                                                | CJ Entus / MeetYourMakers                                                |
| 7      | Katowice                | 20. Jan. 2013  | 044.000 $           | Gambit Gaming                     | Azubu Blaze                | Azubu Frost / Fnatic                                                     | Azubu Frost / Fnatic                                                     |
| 7      | São Paulo               | 2. Feb. 2013   | 044.000 $           | Incredible Miracle                | Anexis eSports             | MeetYourMakers / Millenium                                               | MeetYourMakers / Millenium                                               |
| 7      | Hannover (WC)           | 9. Mär. 2013   | 150.000 $           | CJ Entus Blaze                    | CJ Entus Frost             | Gambit Gaming / SK Telecom T1                                            | Gambit Gaming / SK Telecom T1                                            |
| 8      | Shanghai                | 26. Jul. 2013  | 030.000 $           | Team WE                           | Invictus Gaming            | OMG / Royal Club Huang Zu                                                | OMG / Royal Club Huang Zu                                                |
| 8      | Köln                    | 24. Nov. 2013  | 041.000 $ 030.000 $ | Gambit Gaming Copenhagen Wolves   | Fnatic Ninjas in Pyjamas   | Cloud 9 / CLG SK Gaming / TCM-Gaming                                     | Cloud 9 / CLG SK Gaming / TCM-Gaming                                     |
| 8      | Singapur                | 1. Dez. 2013   | 050.000 $ 020.000 $ | Invictus Gaming Cyber Games Arena | CJ Entus Frost HK Attitude | Taipei Snipers / Saigon Jokers DetonatioN FocusMe / Kuala Lumpur Hunters | Taipei Snipers / Saigon Jokers DetonatioN FocusMe / Kuala Lumpur Hunters |
| 8      | São Paulo               | 29. Jan. 2014  | 040.500 $           | Millenium                         | paiN Gaming                | Seven Wars e-Sports / Ocelote World                                      | Seven Wars e-Sports / Ocelote World                                      |
| 8      | Katowice (WC)           | 16. Mär. 2014  | 150.000 $           | KT Rolster Bullets                | Fnatic                     | Gambit Gaming / Cloud 9                                                  | Gambit Gaming / Cloud 9                                                  |
| 9      | Shenzhen (Showmatch)    | 20. Jul. 2014  | 05.000 $            | Team WE                           | Edward Gaming              | –                                                                        | –                                                                        |
| 9      | San José                | 7. Dez. 2014   | 050.000 $           | Cloud 9                           | Unicorns of Love           | Alliance / Team SoloMid                                                  | Alliance / Team SoloMid                                                  |
| 9      | Köln                    | 21. Dez. 2014  | 030.000 $           | Gambit Gaming                     | CLG                        | Team Dignitas / Team ROCCAT                                              | Team Dignitas / Team ROCCAT                                              |
| 9      | Taipeh                  | 30. Jan. 2015  | 050.000 $           | yoe Flash Wolves                  | Taipei Assassins           | ahq e-Sports Club / Saigon Jokers                                        | ahq e-Sports Club / Saigon Jokers                                        |
| 9      | Katowice (WC)           | 15. Mär. 2015  | 183.414 $           | Team SoloMid                      | Team WE                    | GE Tigers / yoe Flash Wolves                                             | GE Tigers / yoe Flash Wolves                                             |
| 10     | San José                | 22. Nov. 2015  | 050.000 $           | Origen                            | CLG                        | Jin Air Green Wings / Team SoloMid                                       | Jin Air Green Wings / Team SoloMid                                       |
| 10     | Köln                    | 20. Dez. 2015  | 050.000 $           | ESC Ever                          | Qiao Gu Reapers            | Fnatic / H2k-Gaming                                                      | Fnatic / H2k-Gaming                                                      |
| 10     | Katowice (WC)           | 5. Mär. 2016   | 100.000 $           | SK Telecom T1                     | Fnatic                     | Royal Never Give Up / Team SoloMid                                       | Royal Never Give Up / Team SoloMid                                       |
| 11     | Oakland                 | 20. Nov. 2016  | 100.000 $           | Unicorns of Love                  | Flash Wolves               | Longzhu Gaming / Team SoloMid                                            | Longzhu Gaming / Team SoloMid                                            |
| 11     | Gyeonggi                | 18. Dez. 2016  | 100.000 $           | Samsung Galaxy                    | Kongdoo Monster            | Immortals / Team Liquid                                                  | Immortals / Team Liquid                                                  |
| 11     | Katowice (WC)           | 26. Feb. 2017  | 150.000 $           | Flash Wolves                      | G2 Esports                 | ROX Tigers / H2k Gaming                                                  | ROX Tigers / H2k Gaming                                                  |

### Overwatch
Ego-Shooter, 6er-Teams
| Season | Austragungsort | Datum (Finale) | Preisgeld | Platz 1 | Platz 2     | Platz 3                     | Platz 4                     |
| ------ | -------------- | -------------- | --------- | ------- | ----------- | --------------------------- | --------------------------- |
| 11     | Gyeonggi       | 18. Dez. 2016  | 100.000 $ | LW Red  | Lunatic-Hai | Afreeca Freecs.Blue / Rogue | Afreeca Freecs.Blue / Rogue |

### PlayerUnknown’s Battlegrounds
Survival-Shooter, 4er-Teams
| Season | Austragungsort          | Datum (Finale) | Preisgeld | Platz 1               | Platz 2      | Platz 3      | Platz 4   |
| ------ | ----------------------- | -------------- | --------- | --------------------- | ------------ | ------------ | --------- |
| 12     | Oakland (Invitational)  | 19. Nov. 2017  | 200.000 $ | against All authority | Tempo Storm  | Ghost Gaming | FaZe Clan |
| 12     | Katowice (Invitational) | 25. Feb. 2018  | 050.000 $ | AVANGAR               | OpTic Gaming | Cloud 9      | FaZe Clan |

### Quake Live
Ego-Shooter, Einzel
| Season | Austragungsort        | Datum (Finale) | Preisgeld | Platz 1 | Platz 2 | Platz 3   | Platz 4 |
| ------ | --------------------- | -------------- | --------- | ------- | ------- | --------- | ------- |
| 4      | Köln                  | 23. Aug. 2009  | 01.000 $  | rapha   | noctis  | fox       | Spart1e |
| 4      | Dubai (GC)            | 24. Okt. 2009  | 06.500 $  | rapha   | Cypher  | noctis    | fox     |
| 4      | Edmonton (Am. Champ.) | 13. Dez. 2009  | 08.000 $  | DaHang  | rapha   | chance    | Vo0     |
| 4      | Köln (Eu. Champ.)     | 24. Jan. 2010  | 09.000 $  | Cypher  | av3k    | Cooller   | strenx  |
| 4      | Taipeh (As. Champ.)   | 9. Feb. 2010   | 03.850 $  | Jibo    | proZaC  | uNleashed | Fenda   |
| 4      | Hannover (WC)         | 6. Mär. 2010   | 020.000 $ | rapha   | Cooller | av3k      | Cypher  |
| 5      | Köln                  | 1. Aug. 2010   | 09.600 $  | k1llsen | rapha   | av3k      | Cooller |
| 5      | New York (Am. Champ.) | 10. Okt. 2010  | 08.000 $  | rapha   | DaHang  | Vo0       | czm     |
| 5      | Kiew (Eu. Champ.)     | 23. Jan. 2011  | 011.000 $ | Cooller | av3k    | strenx    | Cypher  |
| 5      | Hannover (WC)         | 5. Mär. 2011   | 020.000 $ | rapha   | Cooller | strenx    | Spart1e |

### StarCraft II
Echtzeitstrategiespiel, Einzel
| Season | Austragungsort         | Datum (Finale) | Preisgeld | Platz 1    | Platz 2     | Platz 3            | Platz 4            |
| ------ | ---------------------- | -------------- | --------- | ---------- | ----------- | ------------------ | ------------------ |
| 5      | Köln                   | 22. Aug. 2010  | 015.000 $ | MorroW     | IdrA        | DIMAGA             | Tarson             |
| 5      | New York (Am. Champ.)  | 10. Okt. 2010  | 010.000 $ | Fenix      | qxc         | HuK                | drewbie            |
| 5      | Kiew (Eu. Champ.)      | 23. Jan. 2011  | 018.000 $ | SjoW       | White-Ra    | DeMusliM           | Tarson             |
| 5      | Hannover (WC)          | 5. Mär. 2011   | 030.000 $ | Ace        | Moon        | Squirtle           | mOOnGLaDe          |
| 6      | Köln                   | 21. Aug. 2011  | 021.000 $ | PuMa       | MC          | MaNa               | Socke              |
| 6      | Guangzhou              | 5. Okt. 2011   | 021.000 $ | IdrA       | elfi        | PuMa               | HasuObs            |
| 6      | New York (GC)          | 16. Okt. 2011  | 021.000 $ | DongRaeGu  | FruitDealer | KiLLeR             | Gatored            |
| 6      | Kiew                   | 22. Jan. 2012  | 021.000 $ | MMA        | DIMAGA      | Kas                | Zenio              |
| 6      | São Paulo              | 11. Feb. 2012  | 021.000 $ | viOLet     | SuperNoVa   | Ret                | ReaL               |
| 6      | Hannover (WC)          | 10. Mär. 2012  | 083.000 $ | MC         | PuMa        | MMA                | Feast              |
| 7      | Köln                   | 19. Aug. 2012  | 029.000 $ | Mvp        | Nerchio     | viOLet / VortiX    | viOLet / VortiX    |
| 7      | Singapur               | 24. Nov. 2012  | 029.000 $ | Sting      | Grubby      | sLivko / VortiX    | sLivko / VortiX    |
| 7      | Katowice               | 20. Jan. 2013  | 029.000 $ | First      | Dream       | PartinG / Socke    | PartinG / Socke    |
| 7      | Hannover (WC)          | 9. Mär. 2013   | 100.000 $ | YoDa       | First       | Mvp / YongHwa      | Mvp / YongHwa      |
| 8      | Shanghai               | 28. Jul. 2013  | 025.000 $ | Revival    | Oz          | HerO / MC          | HerO / MC          |
| 8      | New York               | 13. Nov. 2013  | 025.000 $ | Life       | NaNiwa      | Curious / Hyun     | Curious / Hyun     |
| 8      | Singapur               | 1. Dez. 2013   | 025.000 $ | herO       | san         | DongRaeGu / Hydra  | DongRaeGu / Hydra  |
| 8      | São Paulo              | 29. Jan. 2014  | 025.000 $ | herO       | MC          | jjakji / TLO       | jjakji / TLO       |
| 8      | Köln                   | 16. Feb. 2014  | 025.000 $ | HerO       | Polt        | Rain / Jaedong     | Rain / Jaedong     |
| 8      | Katowice (WC)          | 16. Mär. 2014  | 100.000 $ | sOs        | herO        | Polt / Taeja       | Polt / Taeja       |
| 9      | Shenzhen               | 21. Jul. 2014  | 025.000 $ | Taeja      | Solar       | Jaedong / Jim      | Jaedong / Jim      |
| 9      | Toronto                | 31. Aug. 2014  | 025.000 $ | Flash      | Zest        | Taeja / Life       | Taeja / Life       |
| 9      | San José               | 7. Dez. 2014   | 025.000 $ | herO       | Rain        | Jaedong / Bomber   | Jaedong / Bomber   |
| 9      | Taipeh                 | 1. Feb. 2015   | 025.000 $ | Life       | Maru        | PartinG / Soulkey  | PartinG / Soulkey  |
| 9      | Katowice (WC)          | 15. Mär. 2015  | 117.707 $ | Zest       | Trap        | Bbyong / Dark      | Bbyong / Dark      |
| 10     | Shenzhen               | 19. Jul. 2015  | 025.000 $ | Classic    | PartinG     | herO / TY          | herO / TY          |
| 10     | Köln                   | 9. Aug. 2015   | 025.000 $ | INnoVation | soO         | FanTaSy / MMA      | FanTaSy / MMA      |
| 10     | Taipeh                 | 2. Feb. 2016   | 025.000 $ | sOs        | ByuN        | Soulkey / herO     | Soulkey / herO     |
| 10     | Katowice (WC)          | 5. Mär. 2016   | 150.000 $ | Polt       | Snute       | Hydra / Nerchio    | Hydra / Nerchio    |
| 11     | Shanghai               | 31. Jul. 2016  | 050.000 $ | uThermal   | Neeb        | ShoWTimE / viOLet  | ShoWTimE / viOLet  |
| 11     | Gyeonggi               | 18. Dez. 2016  | 035.000 $ | INnoVation | Stats       | ByuL / Dark        | ByuL / Dark        |
| 11     | Katowice (WC)          | 5. März 2017   | 250.000 $ | TY         | Stats       | aLive / Dark       | aLive / Dark       |
| 12     | Shanghai               | 30. Jul. 2017  | 025.000 $ | Rogue      | herO        | TY / ByuN          | TY / ByuN          |
| 12     | Pyeongchang            | 7. Feb. 2018   | 150.000 $ | Scarlett   | sOs         | Elazer / SpeCial   | Elazer / SpeCial   |
| 12     | Katowice (WC)          | 4. März 2018   | 412.000 $ | Rogue      | Classic     | Maru / Serral      | Maru / Serral      |
| 13     | Katowice (WC)          | 3. März 2019   | 400.000 $ | soO        | Stats       | Dark / herO        | Dark / herO        |
| 14     | Katowice (WC)          | 1. März 2020   | 400.000 $ | Rogue      | Zest        | Maru / Serral      | Maru / Serral      |
| 15     | Katowice (online) (WC) | 28. Feb. 2021  | 250.000 $ | Reynor     | Zest        | Maru / PartinG     | Maru / PartinG     |
| 16     | Katowice (WC)          | 27. Feb. 2022  | 500.000 $ | Serral     | Reynor      | Rogue / HeRoMaRinE | Rogue / HeRoMaRinE |
| 17     | Katowice (WC)          | 12. Feb. 2023  | 500.000 $ | Oliveira   | Maru        | RagnaroK / herO    | RagnaroK / herO    |
| 18     | Katowice (WC)          | 11. Feb. 2024  | 500.000 $ | Serral     | Maru        | Cure / Dark        | Cure / Dark        |

### WarCraft III
Echtzeitstrategiespiel, Einzel
| Season | Austragungsort | Datum (Finale) | Preisgeld | Platz 1 | Platz 2 | Platz 3    | Platz 4 |
| ------ | -------------- | -------------- | --------- | ------- | ------- | ---------- | ------- |
| 1      | Hannover (WC)  | 21. Mär 2007   | 034.000 € | ToD     | Hot     | Creolophus | fire_de |
| 2      | Los Angeles    | 21. Okt. 2007  | 021.000 $ | Lyn     | Lucifer | FoCuS      | Susiria |
| 2      | Hannover (WC)  | 9. Mär. 2008   | 047.000 $ | Lyn     | ToD     | Grubby     | Lucifer |
| 4      | Chengdu        | 3. Okt. 2009   | 010.000 $ | Fly100% | Moon    | Sky        | FoCuS   |
| 5      | Shanghai       | 1. Aug. 2010   | 05.000 $  | Lyn     | ReMinD  | Moon       | Grubby  |

### World of WarCraft
MMORPG, 3er-Teams
| Season | Austragungsort            | Datum (Finale) | Preisgeld | Platz 1            | Platz 2       | Platz 3       | Platz 4          |
| ------ | ------------------------- | -------------- | --------- | ------------------ | ------------- | ------------- | ---------------- |
| 3      | Leipzig                   | 24. Aug. 2008  | 030.000 $ | Nihilum            | SK Gaming     | fnatic        | x6tence          |
| 3      | Los Angeles               | 5. Okt. 2008   | 050.000 $ | x6tence            | Nihilum       | Got Game East | Pandemic Blue    |
| 3      | Montreal                  | 19. Okt. 2008  | 050.000 $ | SK Gaming          | Gravitas      | aAa           | x6tence          |
| 3      | Seoul (As. Champ.)        | 16. Nov. 2008  | 030.000 $ | H O N              | kill e A      | RUSH          | Council of Mages |
| 3      | Philadelphia (Am. Champ.) | 23. Nov. 2008  | 030.000 $ | Trade Chat         | Got Game East | Evil Geniuses | Gravitas         |
| 3      | Hannover (Eu. Champ.)     | 5. Mär. 2009   | 030.000 $ | iNNERFiRE          | Nihilum       | SK Gaming     | x6tence          |
| 3      | Hannover (WC)             | 8. Mär. 2009   | 075.000 $ | H O N              | SK Gaming     | aAa nawaK     | SK Gaming        |
| 4      | Köln                      | 23. Aug. 2009  | 08.000 $  | Ensidia            | aAa nawaK     | plan B        | iNNERFiRE        |
| 4      | Edmonton (Am. Champ.)     | 13. Dez. 2009  | 014.650 $ | CheckSix           | SK Gaming     | fnatic        | Evil Geniuses    |
| 4      | Köln (Eu. Champ.)         | 24. Jan. 2010  | 015.000 $ | SK Gaming Sansibar | Team Dignitas | SK Gaming     | x6tence          |
| 4      | Taipeh (As. Champ.)       | 9. Feb. 2010   | 020.000 $ | Buttonbashers      | mousesports   | SK Gaming     | Death Blooms     |
| 4      | Hannover (WC)             | 6. Mär. 2010   | 050.000 $ | Evil Geniuses      | Team Dignitas | Buttonbashers | SK Gaming        |